# Dade-bemdade
Dade-bemdade (Dad-bendad) ou Dade-vindade (Dad-windad) foi um nobre parta, que serviu como secretário-chefe (dabirbade) do último xainxá do Império Arsácida, Artabano IV (r. 213–224). Participou da climática Batalha de Hormusgã em 224 entre as forças arsácidas e sassânidas, que resultou na derrota e morte de Artabano IV, com Dade-bemdade encontrando seu fim logo depois.

## História

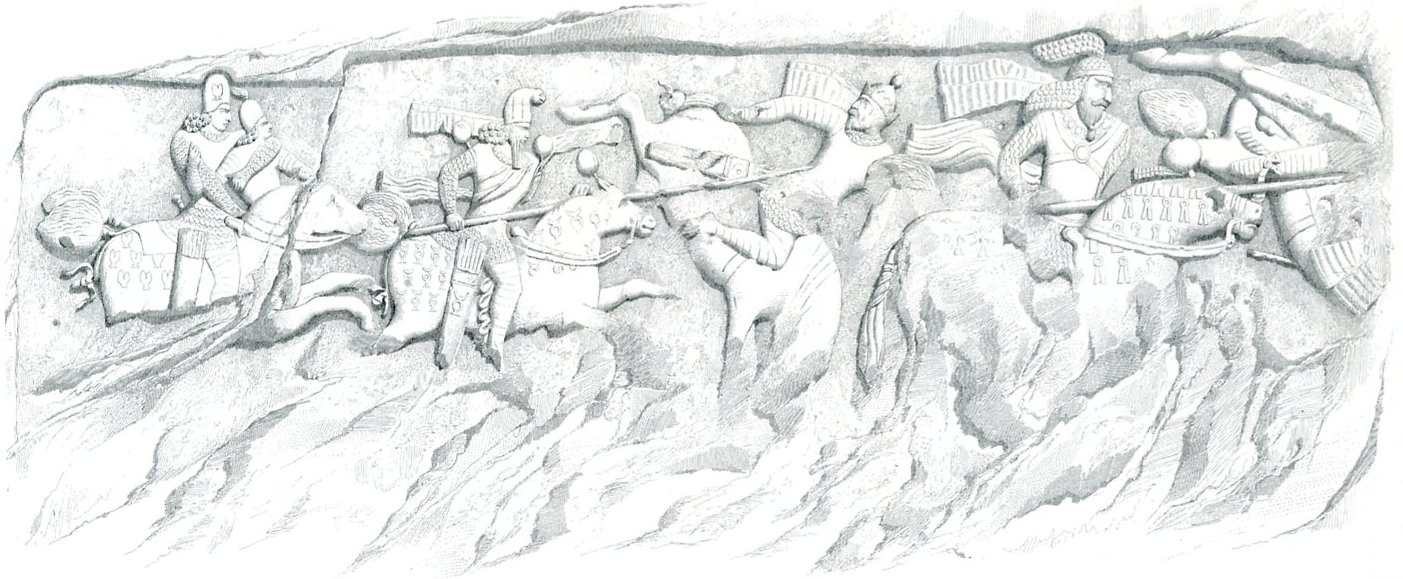
Ilustração de 1840 do relevo sassânida em Firuzabade, celebrando a vitória de Artaxer sobre Artabano

Dade-bemdade serviu como secretário-chefe, um cargo poderoso, mas também arriscado, com possibilidade de pena severa ou até de morte. Em 28 de abril de 224, participou da climática Batalha de Hormusgã entre as forças arsácidas e sassânidas. As forças de Artaxer I somavam dez mil cavaleiros, alguns deles usando armaduras flexíveis semelhantes às dos romanos. Artabano IV liderou um maior número de soldados, que, no entanto, estavam menos dispostos, devido ao uso da inconveniente armadura lamelar. O filho e herdeiro de Artaxer I, Sapor, conforme retratado nos relevos rochosos sassânidas, também participou da batalha. A batalha foi travada em 28 de abril de 224, com Artabano sendo derrotado e morto, marcando o fim da era arsácida e o início de 427 anos de domínio sassânida. Dade-bemdade foi posteriormente executado por Artaxer. Artaxer comemorou sua vitória num relevo esculpido em sua capital anterior, Ardaxir-Cuarrá (atual Firuzabade) em sua terra natal, Pérsis. No relevo, Artaxer é retratado cavalgando enquanto expulsa Artabano, que também está montado. O filho de Artaxer, Sapor, a cavalo, é retratado empalando Dade-bemdade com sua lança.